# Terapeuta

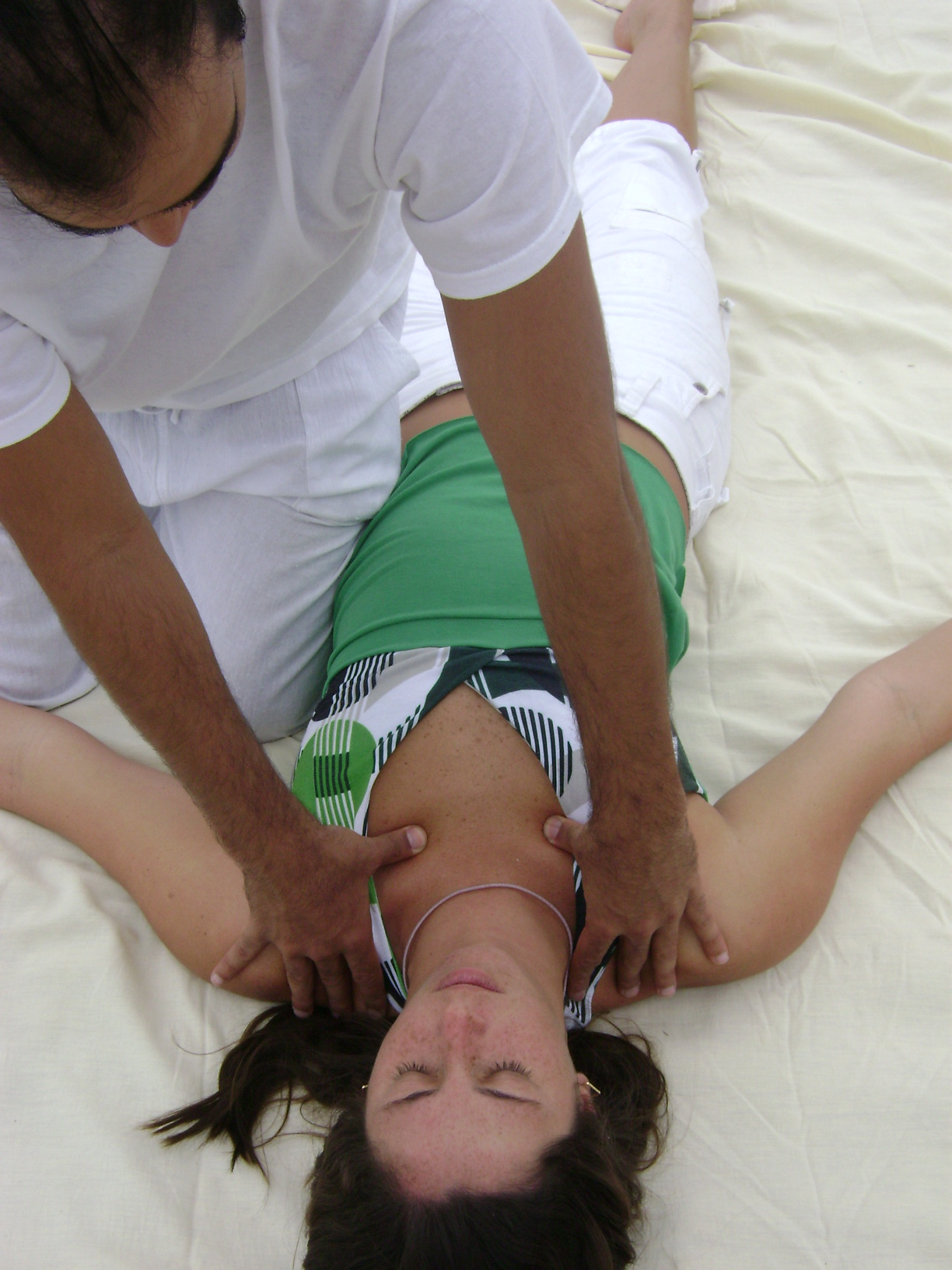
Imagen de un Shiatsu siendo aplicado en una persona, una fisioterapia

Un terapeuta es una persona que ofrece cualquier tipo de terapia. Los terapeutas son profesionales capacitados en el campo de diferentes tipos de servicios. Son útiles para orientar a individuos en diversas cuestiones mentales y físicas.

## Tipos
A continuación se presentan varios tipos de terapeutas.
- Terapeutas para adicciones
- Terapeutas de arte
- Terapeutas para niños
- Terapeutas de masaje
- Terapeutas para matrimonio e infancia
- Terapeutas de música
- Terapeutas ocupacionales
- Terapeutas para el cuerpo físico
- Terapeutas de psicología
- Terapeutas de yoga